# Saison 1 de Perdus dans l'espace
Chronologie
Saison 2
Cet article présente le guide des épisodes de la première saison de la série télévisée américaine Perdus dans l'espace.

## Généralités
Dans le futur, à la suite d'un cataclysme ayant frappé la Terre, la famille Robinson, composée de deux adolescentes, d'un garçon et de leurs parents, entreprend avec d'autres familles un voyage en tant que colons vers Alpha du Centaure. Ce voyage tourne court et ils échouent sur une planète inhospitalière. Alors que tous doivent lutter pour leur survie, le fils de la famille Robinson, Will, rencontre un robot extraterrestre, qui pourrait bien être la clé de leur survie...

## Distribution

### Acteurs principaux
- Toby Stephens (VF : Jérôme Pauwels) : John Robinson
- Molly Parker (VF : Déborah Perret) : Maureen Robinson
- Ignacio Serricchio (VF : Anatole de Bodinat) : Don West
- Taylor Russell (VF : Justine Berger) : Judy Robinson
- Mina Sundwall (VF : Lou Dubernat) : Penny Robinson
- Maxwell Jenkins (VF : Fanny Bloc) : Will Robinson
- Parker Posey (VF : Claire Guyot) : June Harris / Dr Smith
- Brian Steele (en) (VF : Bruno Dubernat) : Le Robot

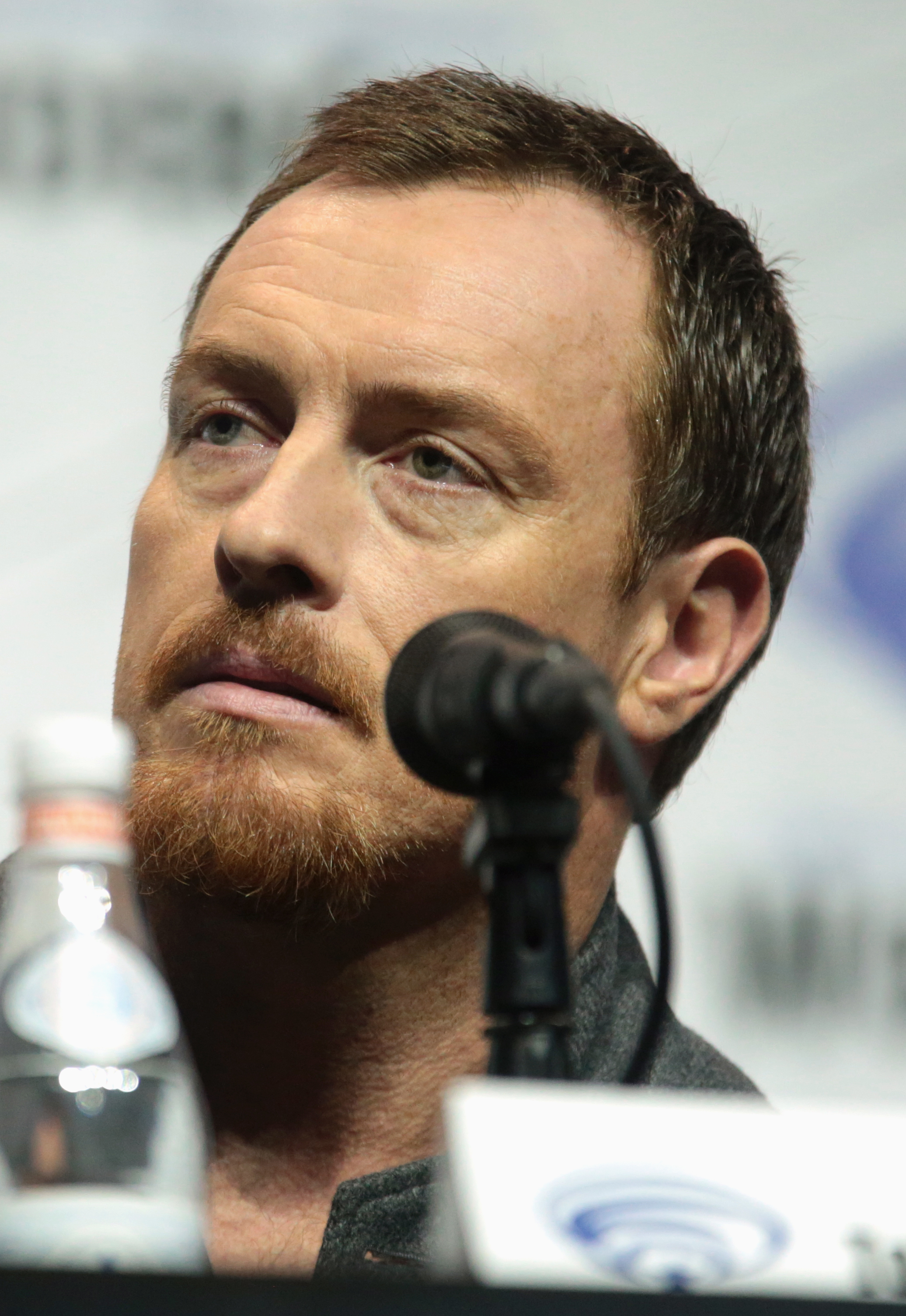
Toby Stephens interprète John Robinson.
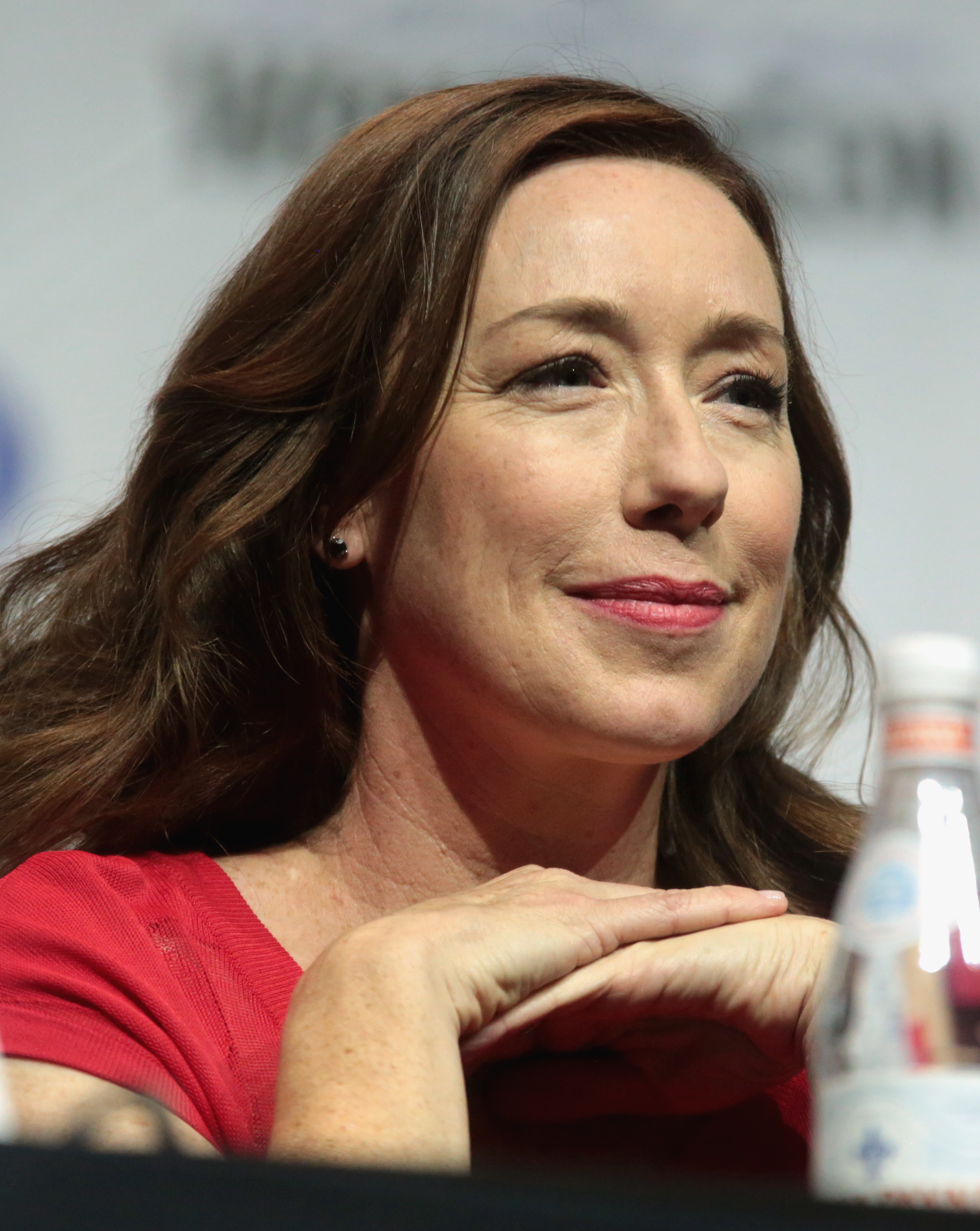
Molly Parker interprète Maureen Robinson.
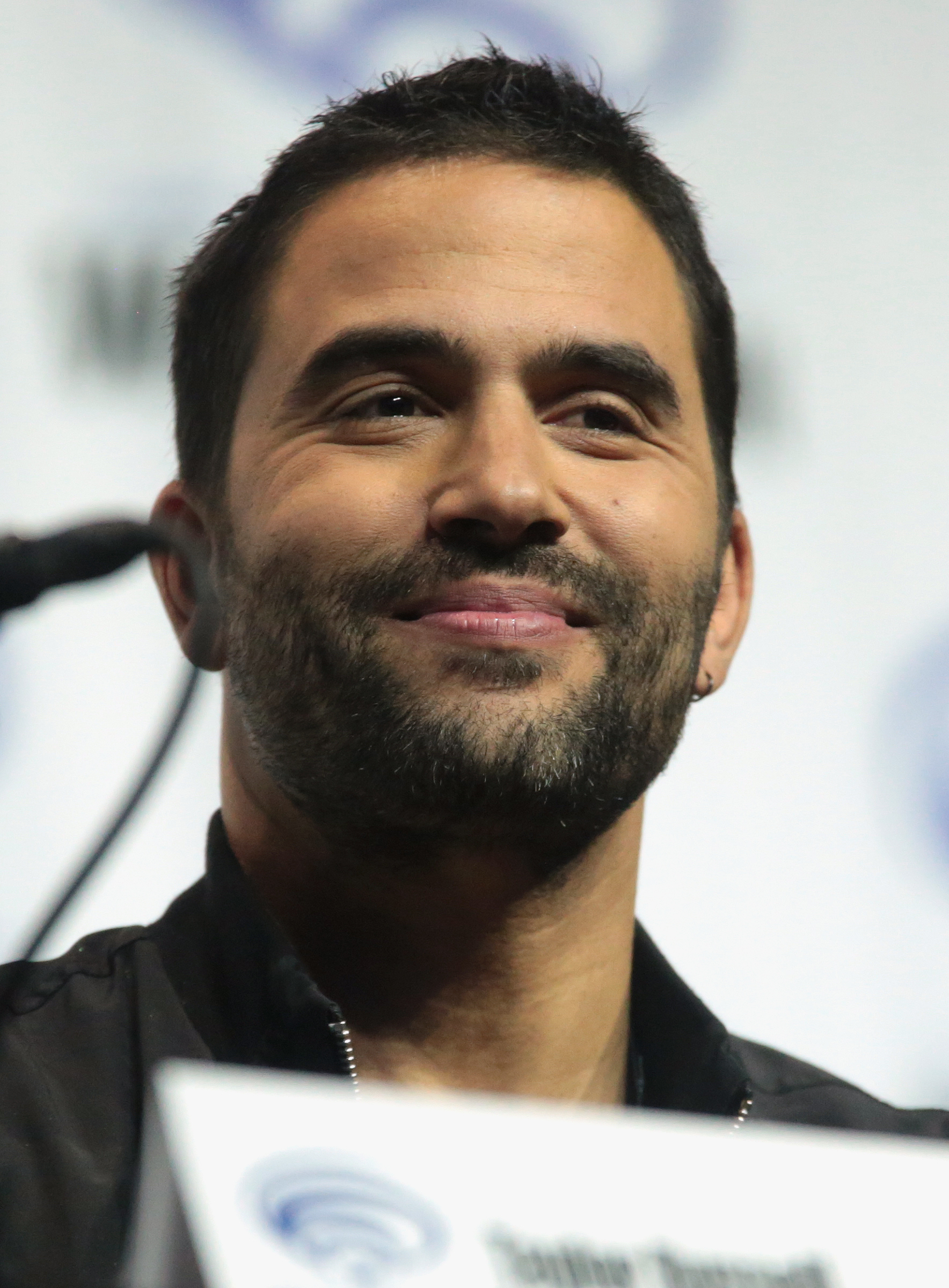
Ignacio Serricchio interprète Don West.
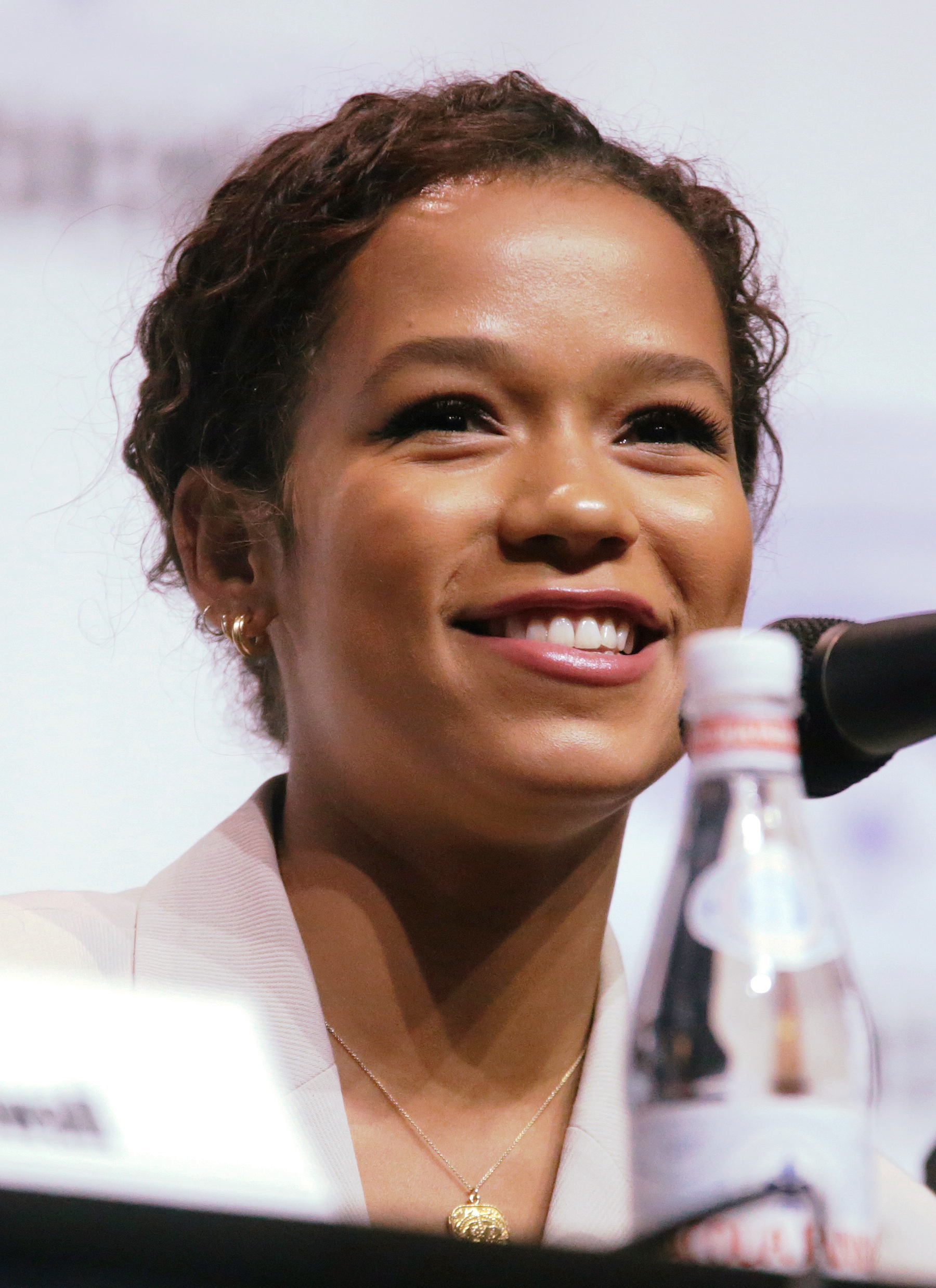
Taylor Russell interprète Judy Robinson.
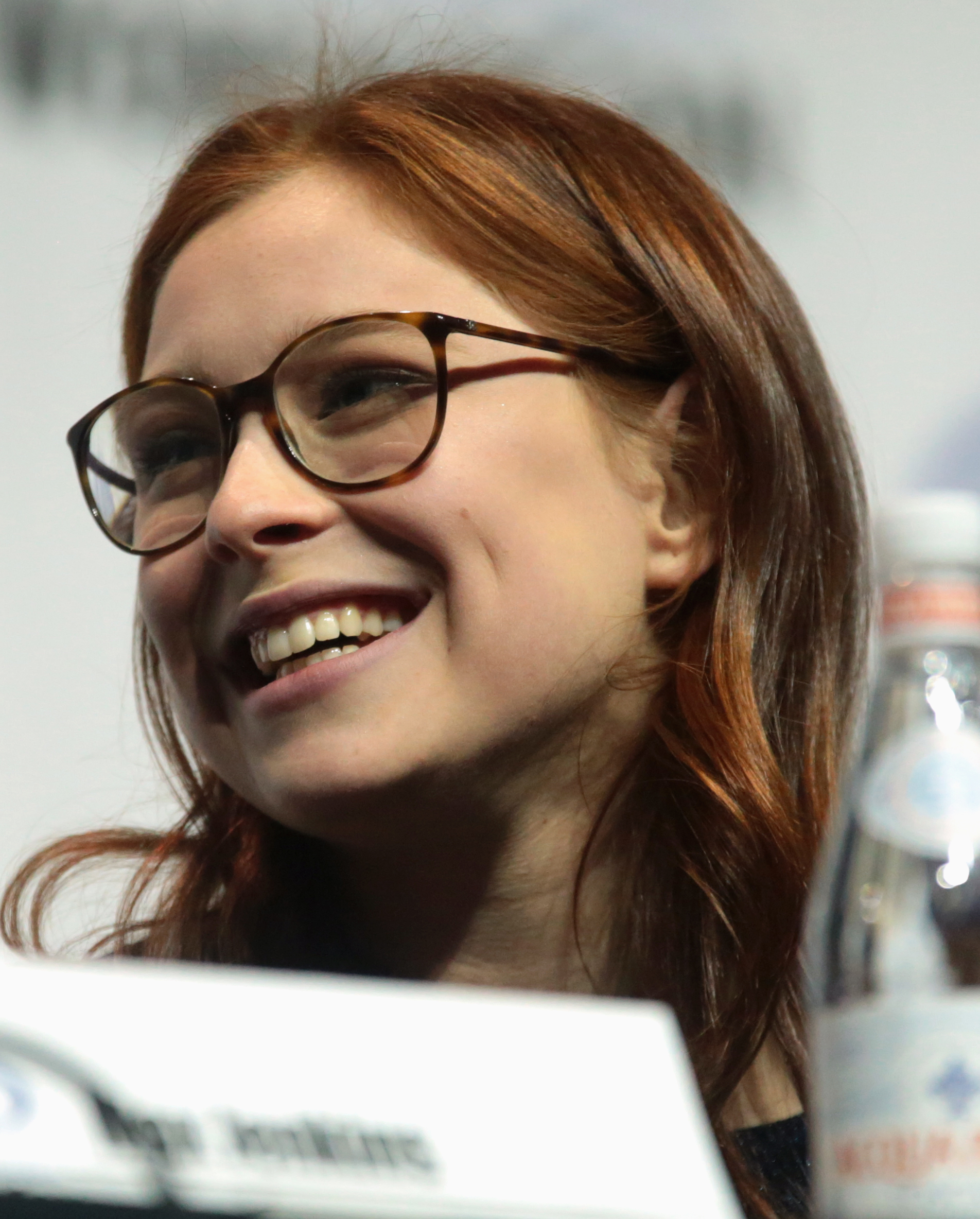
Mina Sundwall interprète Penny Robinson.
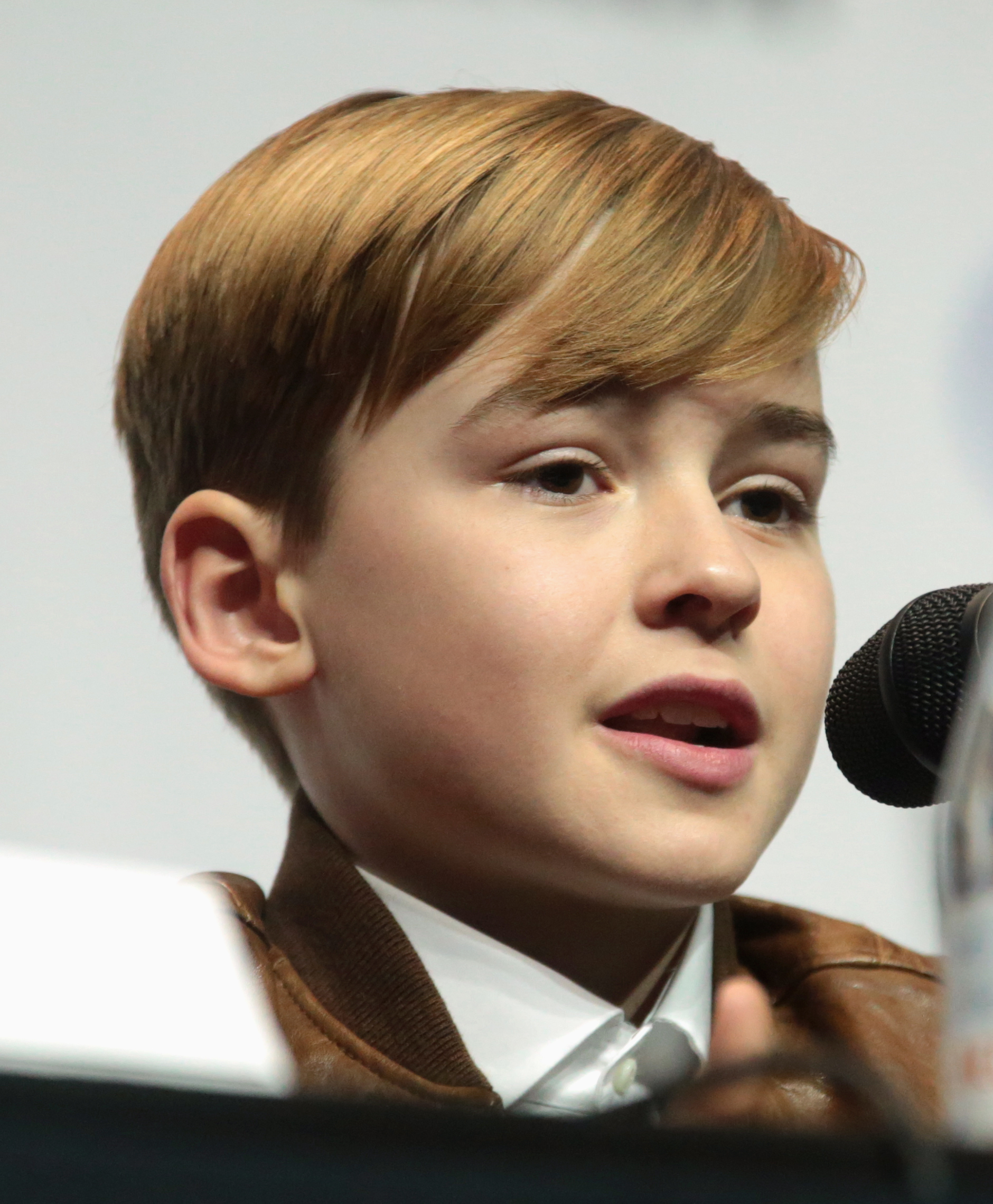
Maxwell Jenkins interprète Will Robinson.
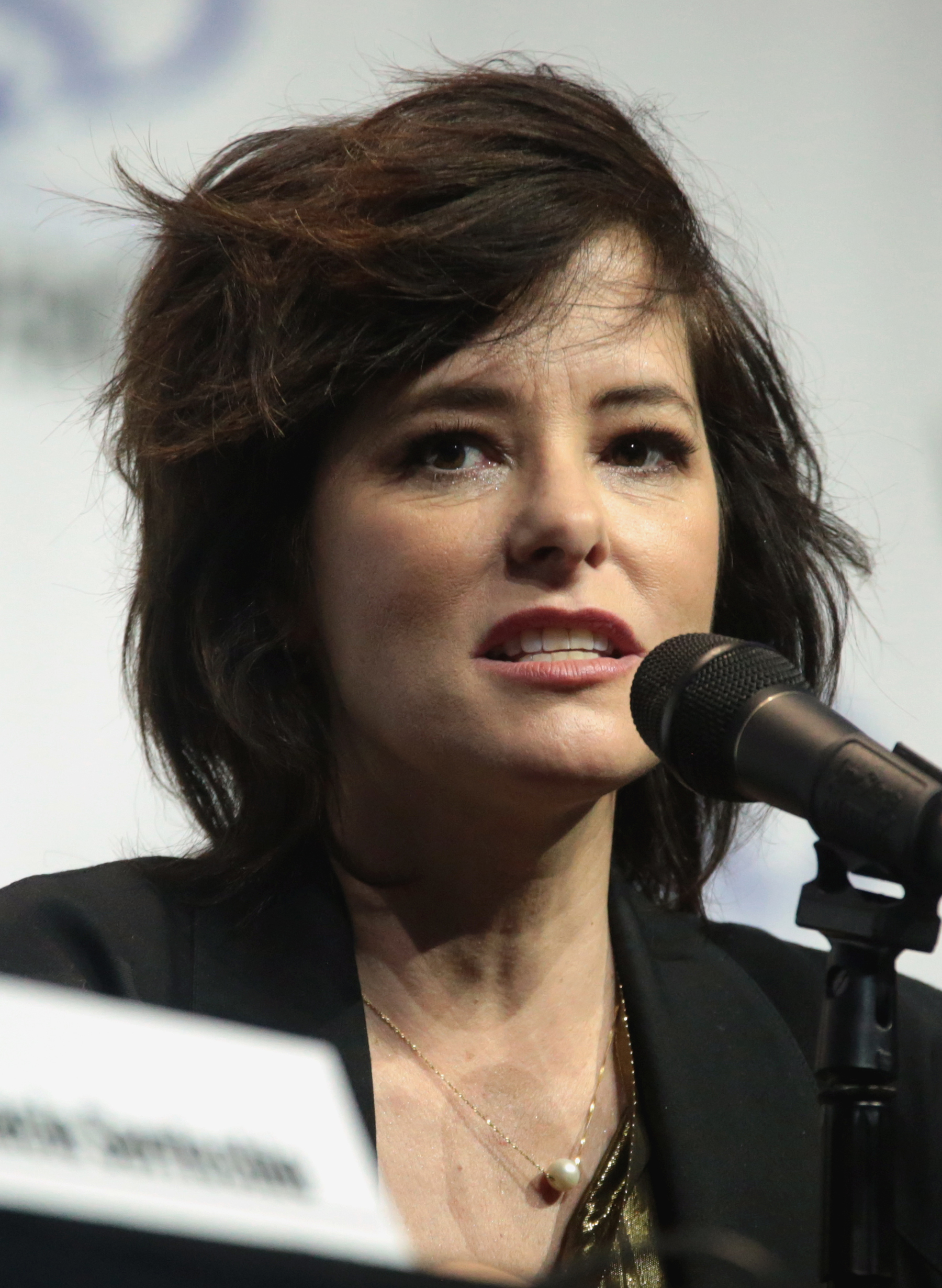
Parker Posey interprète June Harris / Dr. Smith.

### Acteurs récurrents
- Sibongile Mlambo (VF : Geraldine Asselin) : Angela
- Ajay Friese (VF : John Kokou) : Vijay Dhar
- Raza Jaffrey (VF : Benjamin Gasquet) : Victor Dhar, délégué politique des colons du Résolution
- Veenu Sandhu (VF : Kahina Tagherset) : Prisha Dhar
- Kiki Sukezane (VF : Elsa Davoine): Aiko Watanabe
- Amelia Burstyn (VF : Julie Léger) : Dianne
- Cary-Hiroyuki Tagawa (VF : Philippe Ariotti) : Hiroki Watanabe
- Yukari Komatsu (VF : Valérie Even) : Naoko Watanabe
- Adam Reid (en) (VF : Pierre Tessier) : Peter Beckert
- Iain Belcher (VF : Glen Hervé) : Evan
- Rowan Schlosberg (en) (VF : Jean-Michel Rucheton) : Connor
- Shaun Parkes : Capitaine Radic, commandant du Résolution

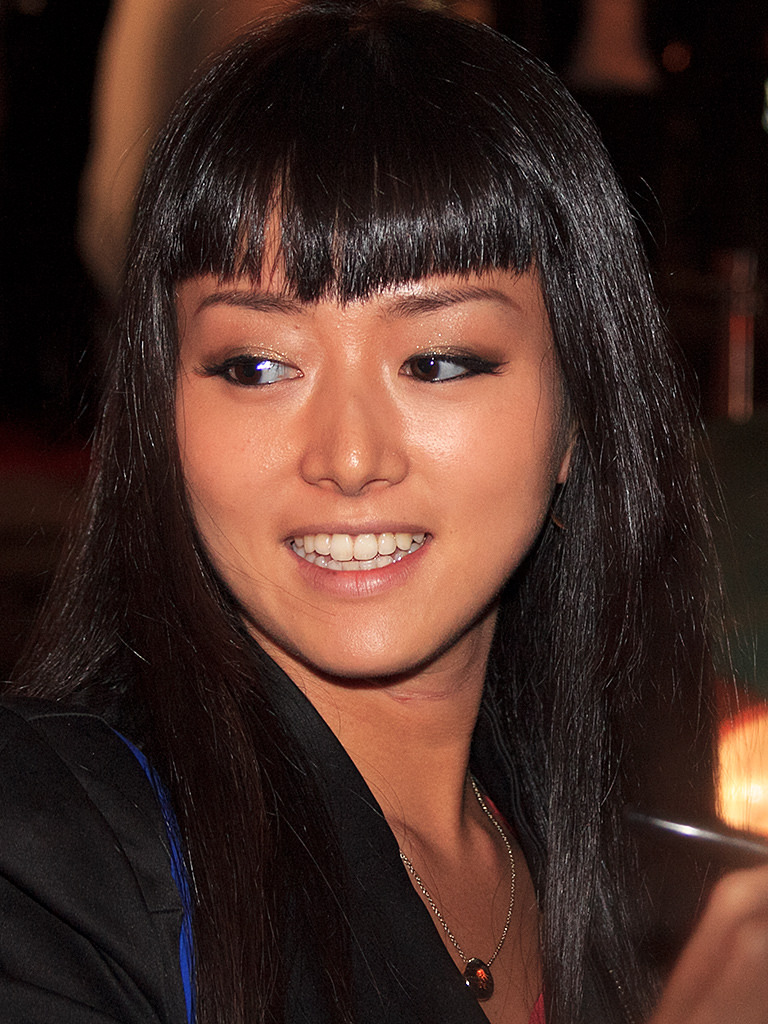
Kiki Sukezane interprète Aiko Watanabe.
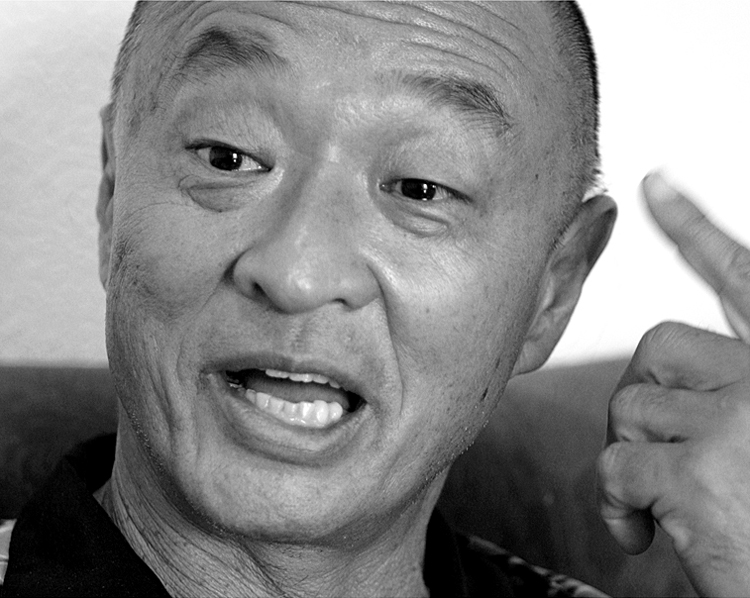
Cary-Hiroyuki Tagawa interprète Hiroki Watanabe.
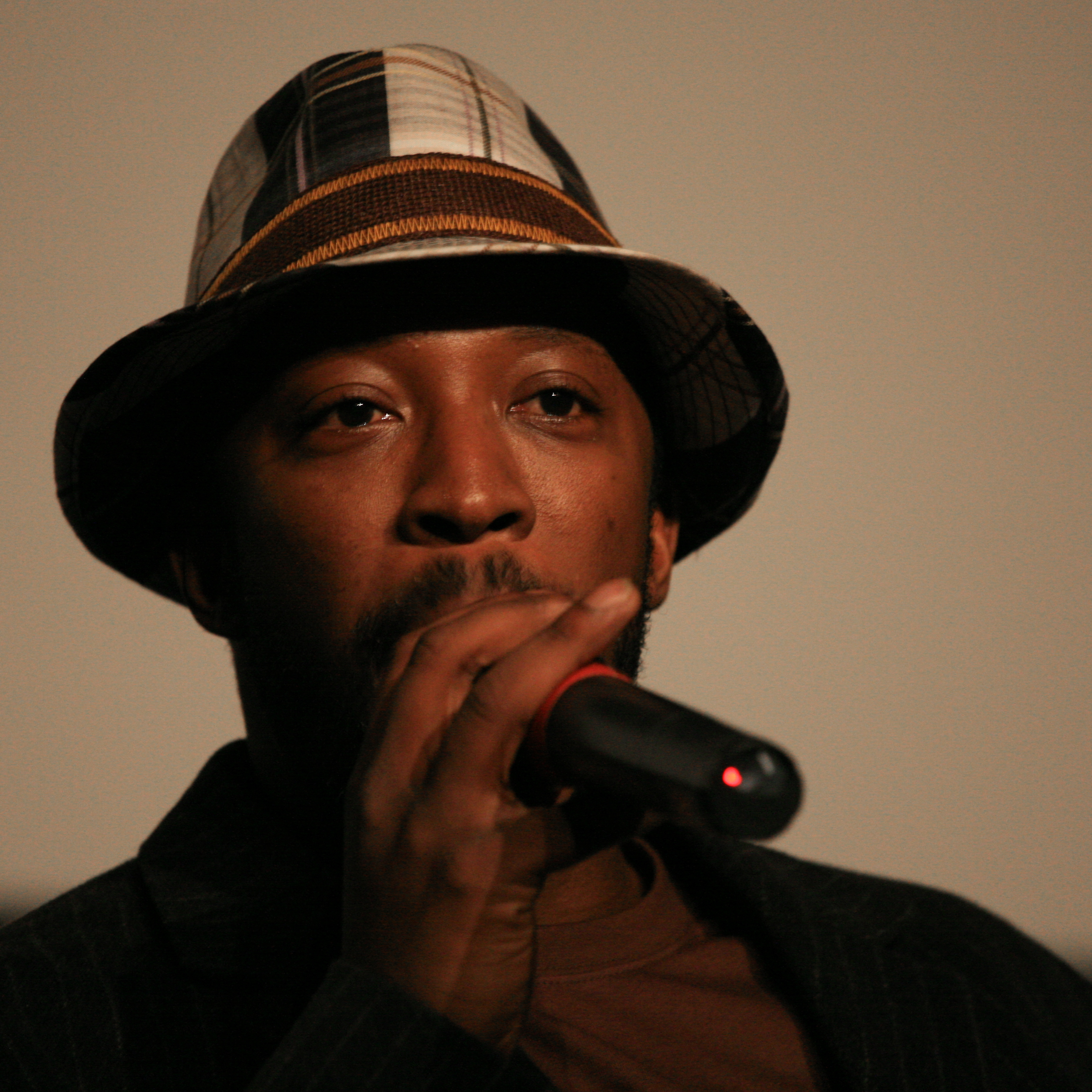
Shaun Parkes interprète le Capitaine Radic.

### Invités
- Selma Blair : Jessica Harris
- Bill Mumy : Dr Zachary Smith

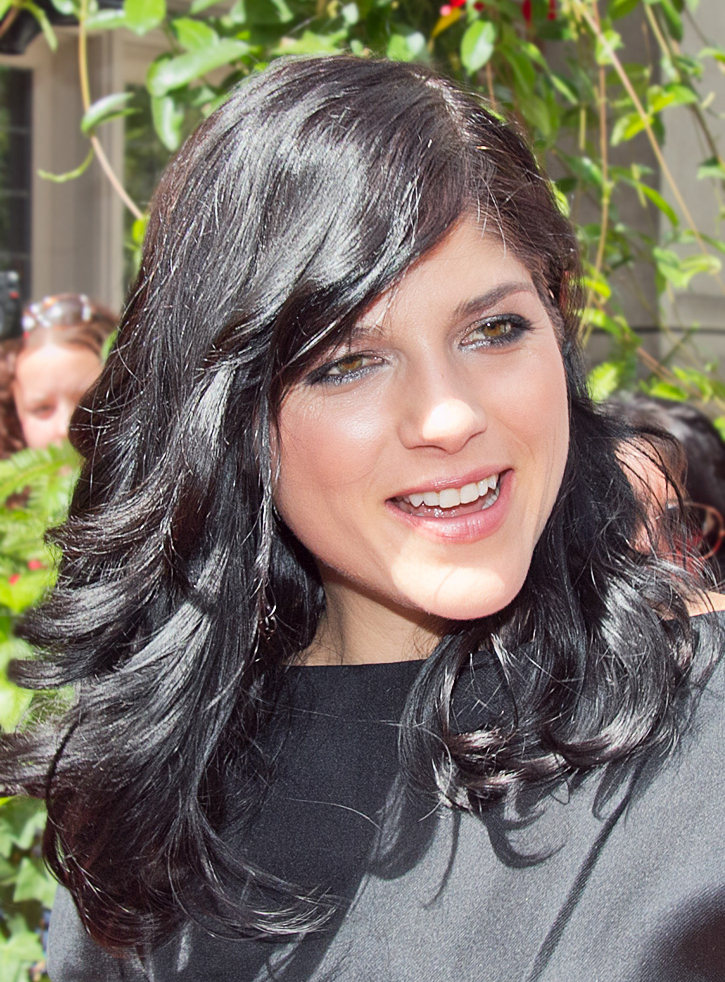
Selma Blair interprète Jessica Harris.
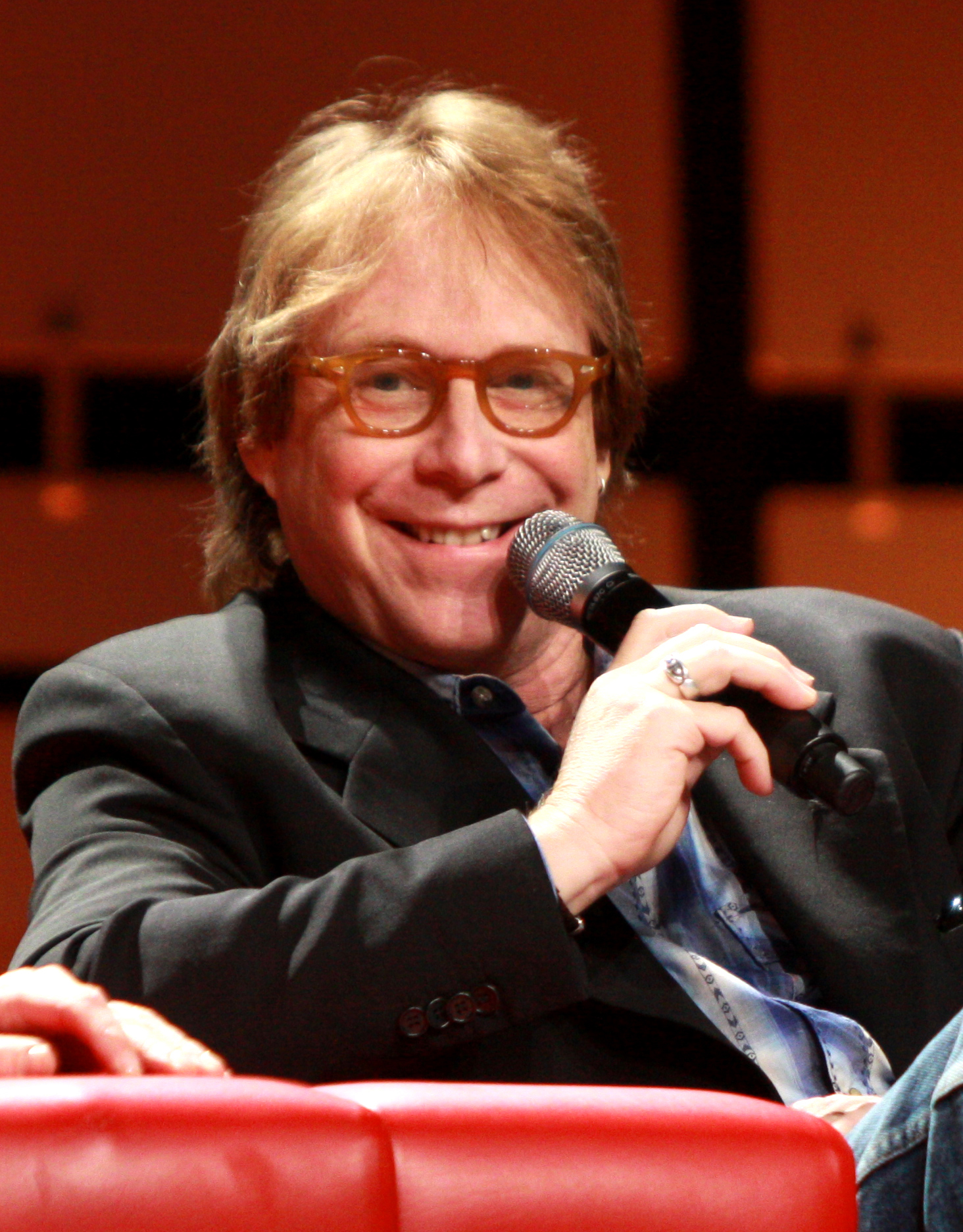
Bill Mumy interprète Dr Zachary Smith

## Épisodes

### Épisode 1:Impact
- États-Unis /  Canada : 13 avril 2018 sur Netflix

### Épisode 2:Diamants du ciel
- États-Unis /  Canada : 13 avril 2018 sur Netflix

### Épisode 3:Infestés
- États-Unis /  Canada : 13 avril 2018 sur Netflix

### Épisode 4:Les Robinson étaient là
- États-Unis /  Canada : 13 avril 2018 sur Netflix

### Épisode 5:Transmission
- États-Unis /  Canada : 13 avril 2018 sur Netflix

### Épisode 6:Éloge funèbre
- États-Unis /  Canada : 13 avril 2018 sur Netflix

### Épisode 7:Sous pression
- États-Unis /  Canada : 13 avril 2018 sur Netflix

### Épisode 8:Trajectoire
- États-Unis /  Canada : 13 avril 2018 sur Netflix

### Épisode 9:Résurrection
- États-Unis /  Canada : 13 avril 2018 sur Netflix

### Épisode 10:Danger, Will Robinson
- États-Unis /  Canada : 13 avril 2018 sur Netflix